# University of Notre Dame Australia
La University of Notre Dame Australia (UNDA) è un'università privata di indirizzo cattolico con sede a Fremantle, in Australia.
L'università fu fondata il 21 dicembre 1989 dalla Congregazione di Santa Croce, con l'approvazione del parlamento dell'Australia Occidentale, sul modello della loro omonima università statunitense. 